# Serro Ventoso
Serro Ventoso is een plaats (freguesia) in de Portugese gemeente Porto de Mós en telt 1114 inwoners (2001).